# Lò phản ứng hạt nhân nước nặng
Lò phản ứng hạt nhân nước nặng áp lực (PHWR) là một kiểu lò phản ứng hạt nhân, thường sử dụng nguyên liệu là urani tự nhiên chưa làm giàu, lò này sử dụng nước nặng (deuterium oxit D2O) để làm chất làm mát và chất điều hòa. Chất làm mát nước nặng được giữ ở một áp suất nhất định, cho phép nó được nung lên đến nhiệt độ cao hơn mà không sôi, như trong các lò phản ứng nước áp lực. Trong khi nước nặng thì đắt hơn nước nhẹ đáng kể nhưng nó giúp tiết kiệm nhiều nơ tron, cho phép lò phản ứng hoạt động mà không cần sử dụng các tổ hợp làm giàu nhiên liệu (giảm chi phí bổ sung cho nước nặng) và tăng cường khả năng hoạt động của lò phản ứng trong việc sử dụng nhiên liệu tái sử dụng.